# هاري بيرسفورد
هاري بيرسفورد (بالإنجليزية: Harry Beresford)‏ (4 نوفمبر 1863، لندن في المملكة المتحدة - 4 أكتوبر 1944، لوس أنجلوس في الولايات المتحدة)؛ ممثل، كاتب سيناريو وروائي بريطاني.

## روابط خارجية
- هاري بيرسفورد على موقع IMDb (الإنجليزية)
- هاري بيرسفورد على موقع ألو سيني (الفرنسية)
- هاري بيرسفورد على موقع أول موفي (الإنجليزية)
- هاري بيرسفورد على موقع قاعدة بيانات برودواي على الإنترنت (الإنجليزية)
- هاري بيرسفورد على موقع قاعدة بيانات الأفلام السويدية (السويدية)
- هاري بيرسفورد على موقع قاعدة بيانات الفيلم (الإنجليزية)
- هاري بيرسفورد على موقع كينوبويسك (الروسية)